# Cranachstraße (Leipzig)
Die Cranachstraße ist eine Anliegerstraße in Leipzig. Sie ist benannt nach dem Maler Lucas Cranach dem Älteren.

## Lage und Gestalt
Die Straße hat die Länge von 282 Metern und liegt im Ortsteil Altlindenau im Stadtteil Lindenau im Stadtbezirk Altwest. Sie beginnt an der Lützner Straße und führt geradlinig in etwa nördliche Richtung bis zur Karl-Ferlemann-Straße. Sie wird gekreuzt von der Demmeringstraße und nimmt die Hebelstraße auf.
Sie ist bebaut mit zur Straße dreigeschossigen Mietshäusern in zumeist geschlossener Bauweise mit Dachgauben, wobei bei einigen Häusern zur Hofseite das Dachgeschoss als drittes Obergeschoss ausgebaut ist. Nur die Eckhäuser zur Demmeringstraße sind echt viergeschossig. Von den 17 Häusern der Cranachstraße stehen 14 unter Denkmalschutz.
Eine Besonderheit findet sich im Haus Nr. 6. Hier ist im ersten Obergeschoss ein Fenster durch eine Lutherbüste in einem flachen Erker ersetzt. In der zugehörigen Wohnung wohnte der Bildhauer Karl Thieme.

## Geschichte
Mit der beginnenden Industrialisierung der Gemeinde Lindenau um 1880 wurden zahlreiche Arbeiterwohnungen gebraucht. Deshalb wurde im Winkel zwischen Lützner und Merseburger Straße zu Beginn der 1880er Jahre ein Baufeld für Mietshäuser erschlossen. Dabei entstand als Vorläufer der Cranachstraße die Lutherstraße, die 1886 ihren Namen erhielt.
1891 wurde Lindenau nach Leipzig eingemeindet, wo es im Stadtteil Reudnitz bereits seit 1884 eine Lutherstraße gab. Dennoch wurde die Lindenauer Lutherstraße erst zum 1. Januar 1908 in Cranachstraße umbenannt.
Heute befinden sich am Beginn der Cranachstraße an der Lützner Straße rechts und links je eine freie Fläche. Eine Karte mit Kennzeichnung der Zerstörungen im Zweiten Weltkrieg weist nur einen Kriegsschaden auf der rechte Seite aus. Die auf der linken Seite fehlenden Häuser Nr. 1 und Nr. 3 sind mit hoher Wahrscheinlichkeit nach Baufälligwerden während der DDR-Zeit abgerissen worden. Nach 1990 wurden alle Häuser der Cranachstraße saniert.

Gebäude in der Cranachstraße
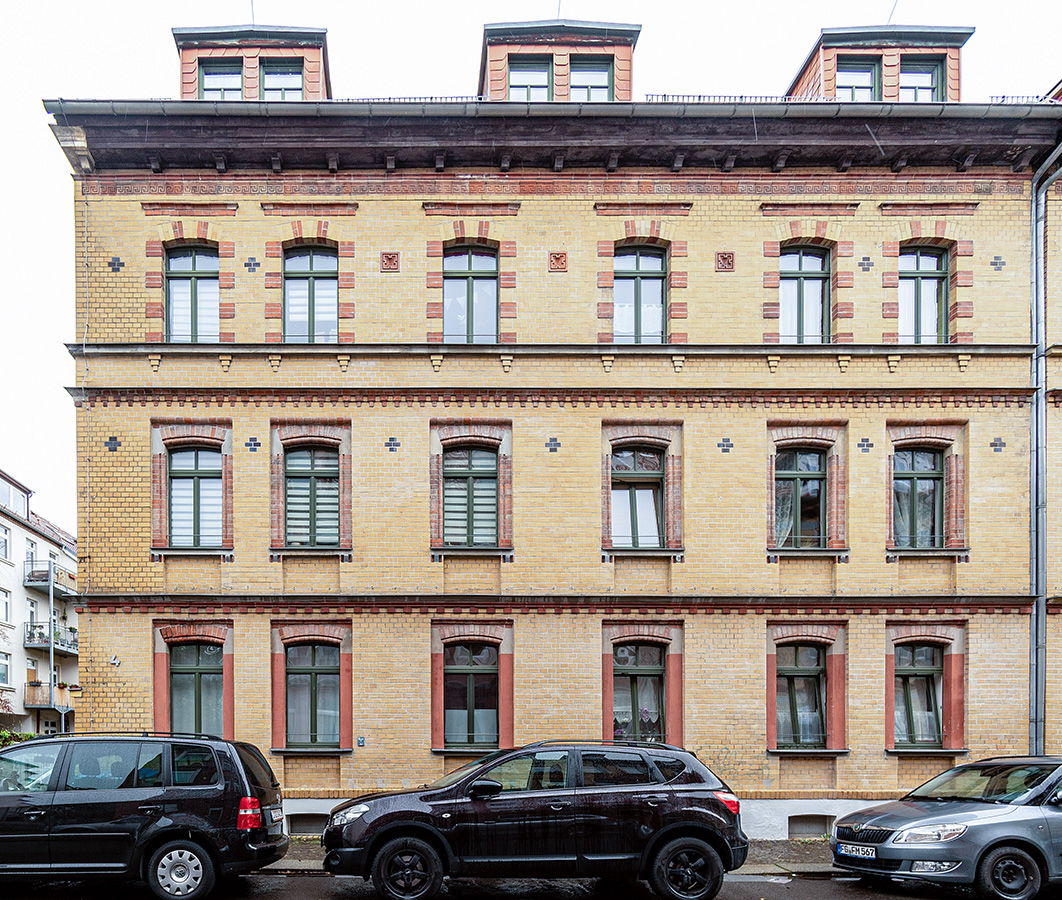
Cranachstraße 4
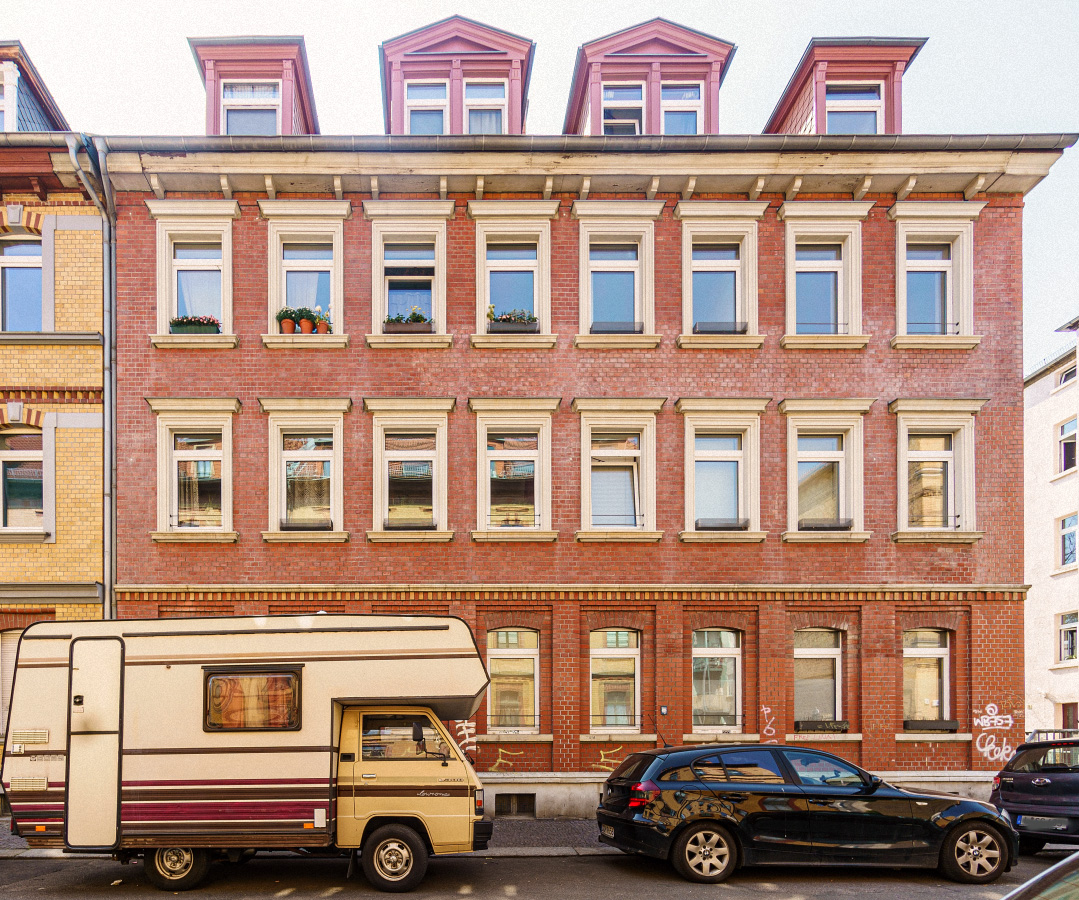
Cranachstraße 7
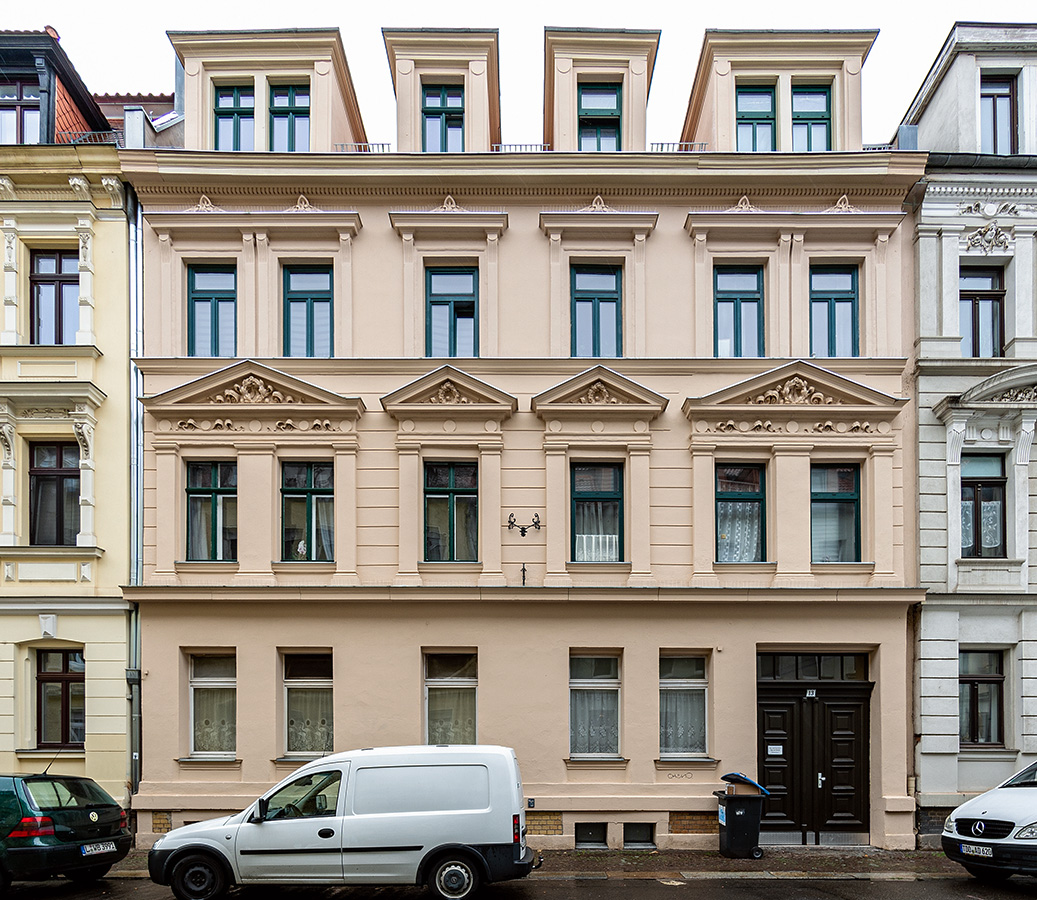
Cranachstraße 13
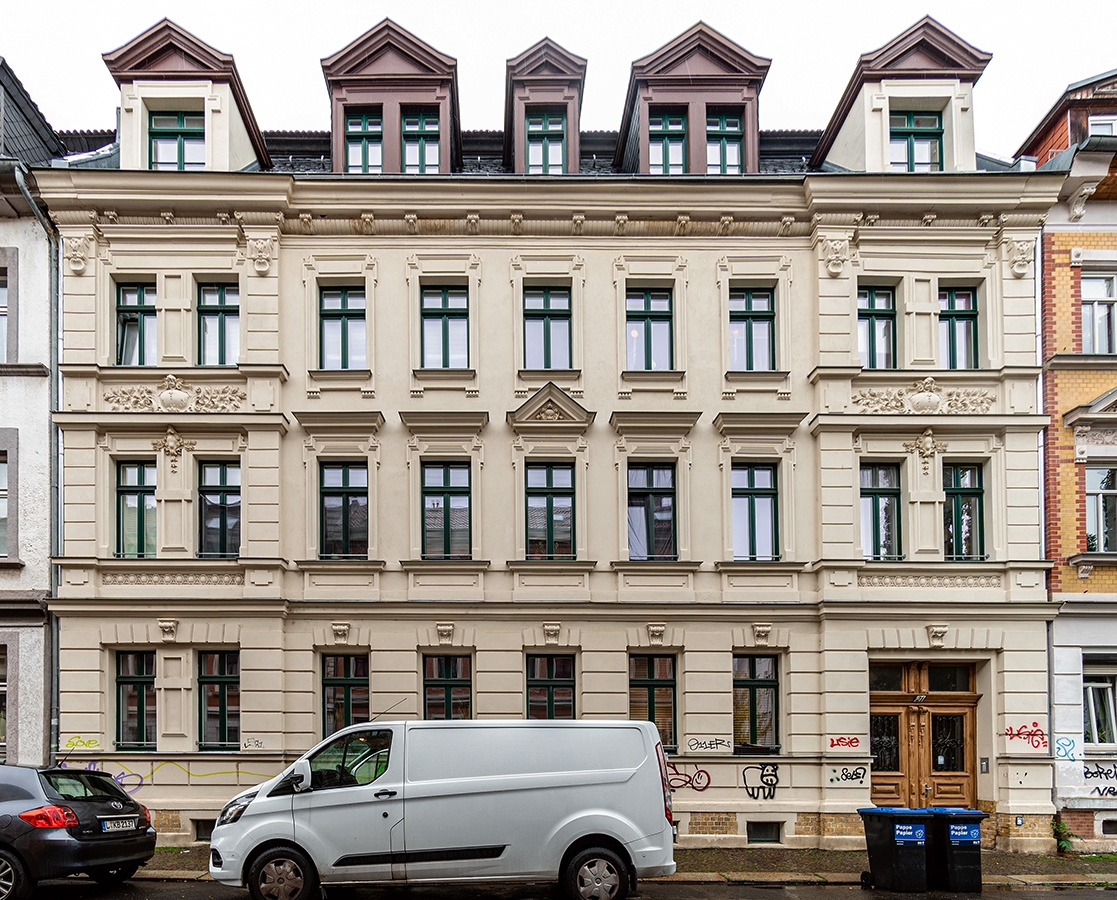
Cranachstraße 21
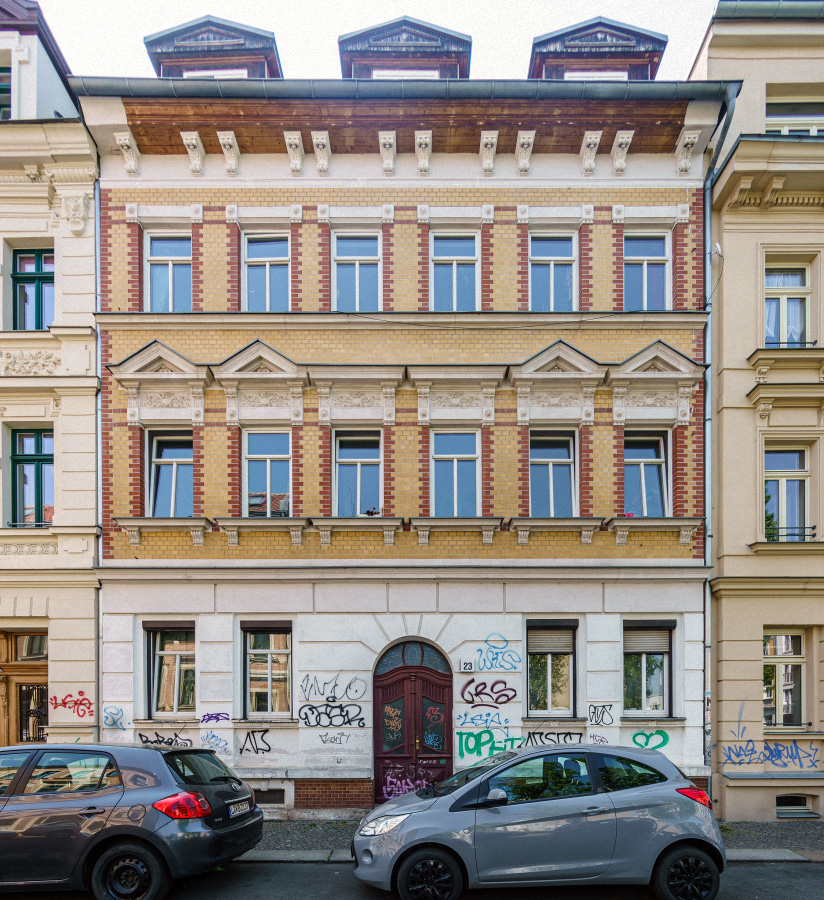
Cranachstraße 23
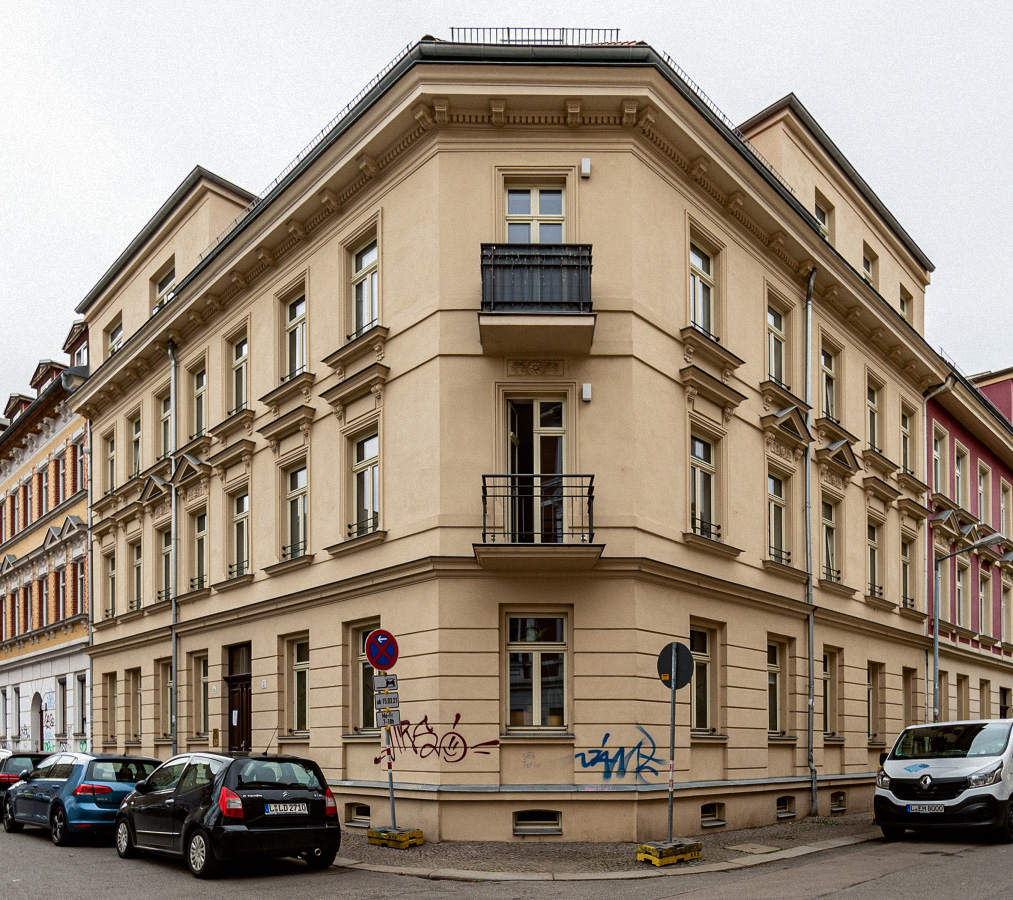
Cranachstraße 25